# Августівка (Прилуцький район)
Августі́вка — село в Україні, у Прилуцькому районі Чернігівської області. Населення становить 98 осіб. Входить до складу Ічнянської міської громади.

## Географія
Село Августівка примикає до смт Дружба, на відстані 1 км від села Дзюбівка. Поруч проходить залізниця, станція Августівський. До села прилягають невеликі лісові масиви.

### Клімат
| Клімат Августівки         | Клімат Августівки | Клімат Августівки | Клімат Августівки | Клімат Августівки | Клімат Августівки | Клімат Августівки | Клімат Августівки | Клімат Августівки | Клімат Августівки | Клімат Августівки | Клімат Августівки | Клімат Августівки | Клімат Августівки |
| Показник                  | Січ.              | Лют.              | Бер.              | Квіт.             | Трав.             | Черв.             | Лип.              | Серп.             | Вер.              | Жовт.             | Лист.             | Груд.             | Рік               |
| Середній максимум, °C     | −2,9              | −2                | 3,2               | 13,2              | 20,6              | 23,8              | 25,0              | 24,5              | 19,2              | 12,0              | 4,1               | −0,2              | 11                |
| Середня температура, °C   | −6,1              | −5,3              | −0,3              | 8,5               | 15,1              | 18,4              | 19,6              | 18,9              | 13,8              | 7,7               | 1,4               | −2,9              | 7                 |
| Середній мінімум, °C      | −9,3              | −8,5              | −3,8              | 3,8               | 9,6               | 13,0              | 14,3              | 13,3              | 8,5               | 3,5               | −1,3              | −5,5              | 3                 |
| Норма опадів, мм          | 42                | 35                | 36                | 46                | 44                | 72                | 79                | 61                | 46                | 38                | 47                | 52                | 598               |
| ------------------------- | ----------------- | ----------------- | ----------------- | ----------------- | ----------------- | ----------------- | ----------------- | ----------------- | ----------------- | ----------------- | ----------------- | ----------------- | ----------------- |
| Джерело: climate-data.org |                   |                   |                   |                   |                   |                   |                   |                   |                   |                   |                   |                   |                   |

## Історія
На мапі Шуберта 1869 року - хутір Займенка. На мапі РСЧА 1941 року - х. Августов, 94 хати.
Село постраждало внаслідок геноциду українського народу, проведеного урядом СРСР 1932—1933 та 1946—1947 років, померло не менше 16 людей.
Рішенням Національної комісії зі стандартів державної мови від 22 червня 2023 року село Августівка (Прилуцький район) віднесено до списку населених пунктів, які можуть не відповідати лексичним нормам української мови, зокрема стосуватися російської імперської політики (російської колоніальної політики). Громаді рекомендовано обґрунтувати доцільність збереження поточної назви або запропонувати нову назву в установленому законодавством порядку.